# Famille Augsburger
La famille Augsburger, parfois appelée famille Ougspurger, est une famille bernoise.

## Charges exercées par la famille
Beat Sigmund Augsburger est membre du Grand Conseil de Berne, gouverneur d'Aigle, membre du Petit Conseil de Berne et trésorier du Pays romand.
Michael Augsburger (1544-1611) est député au Grand Conseil, député au Petit Conseil à plusieurs reprises,  bailli de Moudon de 1571 à 1577 et de Lausanne de 1581 à 1587 et trésorier du Pays allemand de 1597 à 1608.

## Généalogie
- Michael
  - Beat Sigmund, ép d'Elisabeth Jenner

## Armoiries
Les armes de la famille sont d'azur à la licorne d'argent.

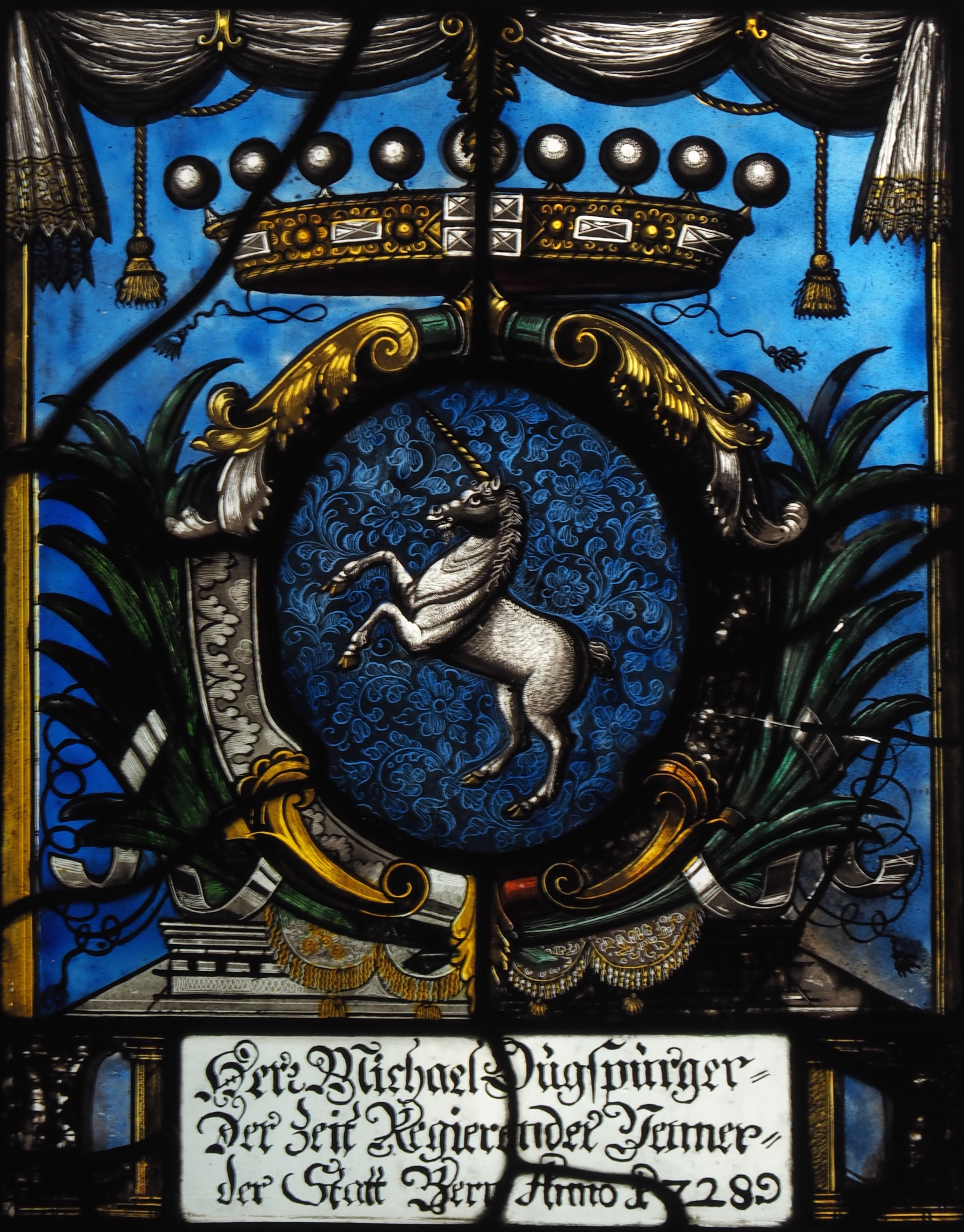
Armes de Michael Ouespurger dans l'église de Frutigen

### Ouvrages
- Marcel Godet, Henri Türler et Victor Attinger, Dictionnaire historique & biographique de la Suisse, vol. 5, Neuchâtel, Imprimerie Paul Attinger, 1930 (lire en ligne), p. 213